# Alex Rocco
Pour les articles homonymes, voir Rocco.
Alex Rocco est un acteur américain, né le 29 février 1936 à Cambridge dans le Massachusetts (États-Unis) et mort le 18 juillet 2015 à Los Angeles (Californie).
Il est surtout connu pour avoir interprété le personnage de Moe Greene dans Le Parrain.

## Biographie
Alex Rocco (né Alexander Frederico Petricone Jr.) est né à Cambridge au Massachusetts le 29 février 1936. Il est le fils de Mary DiBiase et d'Alexander Sam Petricone. Il grandit dans la ville de Somerville.
En 1962, il déménage en Californie et prend le pseudonyme d'Alex Rocco. Son premier emploi est barman à Santa Monica, avant de prendre des cours de comédie avec l'acteur Leonard Nimoy. Nimoy lui reproche son accent de Boston très prononcé et lui conseille donc de suivre des leçons pour être capable de parler un anglais sans accent. Après avoir suivi les conseils de l'acteur et s'être débarrassé de son accent, il poursuit les cours auprès de Nimoy et du professeur Jeff Corey.
Après son emménagement à Los Angeles, Alex Rocco se convertit au bahaïsme. Il épouse Sandra Elaine Garrett (1942-2002) le 24 mars 1964. Ensemble, ils ont un fils Lucien et une fille Jenifer. Il adopte un enfant, le futur réalisateur Marc Rocco (1962-2009). À l'âge de 59 ans, Sandra décède d'un cancer. Le 15 octobre 2005, Alex Rocco se remarie avec Shannon Wilcox.
Alex Rocco est mort samedi 18 juillet 2015 à l'âge de 79 ans des suites d'un cancer du pancréas à l'hôpital de Los Angeles

## Filmographie

### Au cinéma
- 1965 : Les Enragés de la moto de Russ Meyer : Cory Maddox
- 1967 : L'Affaire Al Capone de Roger Corman : Diamond
- 1968 : L'Étrangleur de Boston (The Boston Strangler) de Richard Fleischer : le détective à l'appartement de la dixième victime
- 1970 : Blood Mania de Robert Vincent  O'Neil : l'avocat
- 1971 : Wild Riders de Richard Kanter : Stick
- 1972 : Le Parrain (The Godfather) de Francis Ford Coppola : Moe Greene
- 1972 : Brute Corps de Jerry Jameson : Wicks
- 1972 : Stanley de William Grefe : Thomkins
- 1972 : Un homme est mort de Jacques Deray : Miller
- 1973 : Bonnie's Kids (en) d'Arthur Marks : Eddy
- 1973 : La Chasse aux dollars (Slither) de Howard Zieff : L'homme avec la glace
- 1973 : Les amis d'Eddie Coyle de Peter Yates : Jimmy Scalise
- 1973 : S.O.S. Black Guns de Arthur Marks : Lieutenant Danny Bassett
- 1974 : Les Démolisseurs (Three the Hard Way) de Gordon Parks Jr. : Lieutenant DiNisco
- 1974 : Les Anges gardiens de Richard Rush : D.A.
- 1975 : Rafferty and the Gold Dust Twins de Dick Richards : Vinnie
- 1975 : A Woman for All Men de Arthur Marks : Lieutenant Biase
- 1975 : Hearts of the West, d'Howard Zieff : Earl
- 1977 : Schmok (Fire Sale), d'Alan Arkin : Al
- 1978 : Rabbit Test de Joan Rivers : Sergent Danny Bonhoff
- 1979 : Silence... mon amour (Voices) : Frank Rothman
- 1980 : La Coccinelle à Mexico de Vincent McEveety : Quinn
- 1980 : Le Diable en boîte : Le chef de police Jake
- 1981 : L'Emprise de Sidney J. Furie : Jerry Anderson
- 1981 : Nobody's Perfekt de Peter Bonerz : Le patron
- 1984 : Cannon Ball 2 de Hal Needham : Tony
- 1985 : Stiffs : Pasquale
- 1985 : Stick, le justicier de Miami de Burt Reynolds : Firestone
- 1985 : Touché ! de Jeff Kanew : Al
- 1987 : Scenes from the Goldmine : Nathan DiAngelo
- 1987 : P.K. and the Kid : Les
- 1987 : Return to Horror High : Harry Sleerik
- 1988 : Les Fantômes d'Halloween (Lady in White) de Frank LaLoggia : Angelo Scarlatti
- 1988 : Dream a Little Dream : Gus Keller
- 1989 : Wired : Arnie Fromson
- 1991 : The Pope Must Die : Cardinal Rocco
- 1992 : Boris and Natasha : Sheldon Kaufman
- 1994 : The Flight of the Dove de Steve Railsback : Le barman
- 1995 : Get Shorty de Barry Sonnenfeld : Jimmy Cane
- 1996 : Dead of Night : Bukowski
- 1996 : That Thing You Do! : Sol Siler
- 1997 : Just Write : Le père d'Harold
- 1998 : Goodbye Lover : Détective Crowley
- 1998 : 1 001 Pattes : M. Somme (voix)
- 1999 : Le Géant de fer : Juge Wilbert (voix)
- 1999 : Allô, la police ? : Le Chef
- 2000 : The Last Producer de Burt Reynolds : Le joueur de poker
- 2001 : Un mariage trop parfait de Adam Shankman : Salvatore
- 2001 : Face to Face de Ellie Kanner : Phil
- 2002 : Les Country Bears (The Country Bears) de Peter Hastings : Rip Holland
- 2003 : The Job : Vernon Cray
- 2004 : Restive Planet : Johnny
- 2005 : Crazylove : Oncle Cort
- 2006 : Jugez-moi coupable : Nick Calabrese
- 2006 : Jam : Mick
- 2006 : Mi$e à prix : Serna
- 2009 : Ready or Not : Don Julio
- 2010 : Now Here : Mr. Martin
- 2011 : And They're Off : Saul Youngerman
- 2011 : Batman: Year One : Carmine Falcone (voix)
- 2017 : Don't Sleep de Rick Bieber : Mr Marino

### À la télévision
- 1967 : Match contre la vie (1 épisode) : Willie Roth
- 1967 : Batman (2 épisodes) : Block
- 1967 : Max la Menace (2 épisodes) : Gaucho et le tueur du KAOS
- 1971-1973 : Mission impossible (2 épisodes) : Dall et Tanner
- 1972 : Sur la piste du crime (1 épisode) : Matt Wilnor
- 1972-1975 : Cannon (3 épisode) : Plusieurs personnages
- 1973 : Ghost Story (1 épisode) : Joseph Moretti
- 1973-1975 : Kojak (2 épisodes) : Morton Tallman et Tony Curcheo
- 1975 : Three of the Road : Pete Karras
- 1975-1977 : Police Story (3 épisodes) : Phil Logan et Tony Melino
- 1976-1977 : Delvecchio (2 épisodes) : Bernie Carroll
- 1977 : Barnaby Jones (1 épisode) : Harry Stroop
- 1977 : Baretta (1 épisode) : Lieutenant Malone
- 1977 : Starsky et Hutch (3 épisodes) : Thomas Callendar et Lt. Fargo
- 1980 : CHiPs (2 épisodes) : Ansgar
- 1981-1988 : Drôle de vie (11 épisodes) : Charlie Polniaczek
- 1982 : The First Time : Jay
- 1982-1984 : Simon et Simon (2 épisodes) : Plusieurs personnages
- 1983-1984 : La croisière s'amuse (2 épisodes) : Johnny Bowling et Max Glutovsky
- 1984 : Le Juge et le Pilote (1 épisode) : Tommy Sales
- 1984 : Hôpital St Elsewhere (1 épisode) : Roger
- 1984-1986 : Hooker (2 épisodes) : Capitaine Danza et Frank Dio
- 1985 : L'Agence tous risques (1 épisode) : Sonny Monroe
- 1985 : Les Craquantes (1 épisode) : Glen O'Brien
- 1985-1986 : Arabesque (2 épisodes) : Bert Yardley et Ernie Santini
- 1987 : Hôtel (1 épisode) : Dan
- 1987 : Rick Hunter (1 épisode) : Floyd Benson
- 1989 : Murphy Brown (1 épisode) : Al Foss
- 1991 : Jack Killian, l'homme au micro (1 épisode)
- 1995 : Ménage à trois (1 épisode) : Warren
- 1996 : Minus et Cortex (1 épisode) : Floyd Nesbit
- 1996 : Dingue de toi (1 épisode) : Mel Slotkin
- 1990-1997 : Les Simpson (3 épisodes) : Roger Meyers Jr. (voix)
  - Tous à la manif
  - Le Jour où la violence s'est éteinte
  - Itchy, Scratchy et Poochie
- 1997 : Demain à la une (1 épisode) : Barney Kadison
- 1997 : Papa bricole (1 épisode) : Irv Shmayman
- 1998 : Michael Hayes (1 épisode)
- 1999 : Sabrina, l'apprentie sorcière (1 épisode) : Sid Wolf
- 1999 : Voilà ! (1 épisode) : Charlie Gold
- 1999-2001 : Les Griffin (2 épisodes) : Plusieurs personnages (voix)
- 1999 : Associées pour la loi (1 épisode) : Goodman
- 2000 : The Practice : Bobby Donnell et Associés (1 épisode) : Dr. Melnick
- 2000 : Walker, Texas Ranger (2 épisodes) : Johnny Rose
- 2000 : Les Castors allumés (1 épisode) : Le castor chanceux (voix)
- 2001-2004 : Division d'élite (14 épisodes) : John Exstead Sr.
- 2002 : Big Shot : Confession d'un bookmaker (Big Shot: Confessions of a Campus Bookie), d'Ernest R. Dickerson (téléfilm) : Dominic
- 2003 : Les Anges du bonheur (1 épisode) : Ben
- 2003 : Lucky (1 épisode)
- 2004 : On ne vit qu'une fois (2 épisodes) : Christopher Scaletta
- 2005 : Urgences (1 épisode) : Larry Herschfield
- 2010 : Party Down (1 épisode) : Howard Greengold
- 2013 : Episodes (2 épisodes) : Père de Matt Leblanc

## Voix françaises
En France
- Daniel Ceccaldi dans :
  - Le Parrain (doublage de 1972)
  - Un homme est mort

Et aussi
- Jacques Deschamps dans L'Étrangleur de Boston
- Edmond Bernard dans Les Démolisseurs
- Emmanuel Jacomy dans Le Parrain (redoublage de 2008)
- Jean-Claude Michel dans Les Anges gardiens
- Alain Dorval dans La Coccinelle à Mexico
- Pierre Hatet dans L'Emprise
- Mario Santini dans Cannonball 2
- Marc de Georgi dans Touché !
- Patrick Messe dans Get Shorty
- Chris Benard dans Goodbye Lover
- Bernard Metraux dans 1 001 Pattes (voix)
- Bernard Tiphaine dans Jugez-moi coupable

Au Québec
- Vincent Davy dans :
  - Coupable ou Noun?
  - Coup Fumant
- Guy Nadon dans :
  - Boris & Natasha
  - Les Country Bears

et aussi
- Ronald France dans : Une vie de bestiole (voix)